# Georg August Pritzel
Georg August Pritzel (* 2. September 1815 in Carolath in der Provinz Brandenburg (dem heutigen Siedlisko); † 14. Juni 1874 in Hornheim bei Kiel) war ein preußischer, deutscher Bibliothekar und  botanischer Schriftsteller.
Sein botanisches Autorenkürzel lautet "Pritz." 

## Leben und Wirken
Pritzel stammte aus ärmlichen Verhältnissen. Sein Studium in Breslau schloss er mit der Dissertation Anemonarum revisio ab, die 1841 in der Zeitschrift Linnaea erschien. Danach zog Pritzel nach Berlin in der Hoffnung, dort  eine seinen Fähigkeiten angemessene Tätigkeit zu finden. Aber erst 1851 konnte er als Hilfsarbeiter in die königliche Bibliothek eintreten und wurde später Kustos. Ab 1855 bekleidete er auch das Amt eines Archivars der  Königlich-Preußischen Akademie der Wissenschaften. Pritzel litt an einem Rückenmarksleiden, das seine Stimmung zunehmend verbitterte, bis er im Alter von 59 Jahren starb.
Georg A. Pritzels Hauptwerk ist seine erstmals 1851 erschienene Bibliographie Thesaurus litteraturae botanicae omnium gentium ... quindecim millia operum recensens zur botanischen Literatur von den Ursprüngen im Altertum bis zu seiner Zeit. Zur Sammlung der Werke besuchte er außer den deutschen Bibliotheken auch Bibliotheken in Wien, Genf, London und Paris und registrierte gegen 40000 botanische Werke. 1855–1866 erschien sein umfangreiches Werk Iconum Botanicarum index locupletissimus mit einer alphabetisch geordneten Sammlung von Abbildungen zu Blütenpflanzen und Farnen aus der botanischen und Gartenliteratur des 18. und 19. Jahrhunderts. Posthum erschien 1884 das Werk Die Volksnamen der deutschen Pflanzen, in dem 24000 Pflanzennamen angeführt werden.

## Ehrungen
1852 wurde er zum Mitglied der Leopoldina gewählt.
Die Pflanzengattungen Pritzelago Kuntze aus der Familie der Kreuzblütengewächse (Brassicaceae), Pritzelia Walp. aus der Familie der Araliaceae sind nach ihm benannt.

## Schriften (Auswahl)
- Thesaurus litteraturae botanicae omnium gentium ... quindecim millia operum recensens, 1851; 2. Auflage 1872.
- Iconum Botanicarum index locupletissimus, 1855–1866
- mit Carl F. W. Jessen: Die deutschen Volksnamen der Pflanzen. Neuer Beitrag zum deutschen Sprachschatz: Aus allen Mundarten und Sprachen zusammengestellt. Hannover 1882; Neudruck in zwei Bänden (mit veränderter Paginierung) Amsterdam 1967.[4]